# Cairn Terrier
Der Cairn Terrier ist eine von der FCI anerkannte britische Hunderasse (FCI-Gruppe 3, Sektion 2, Standard Nr. 4). Er gehört zu den niederläufigen Terriern. Der Name leitet sich ab vom gälischen Wort cairn, das Steinstapel, Steinhaufen oder auch Steingrab bedeutet.

## Herkunft und Geschichtliches
Die Vorfahren der Cairn Terrier waren schottische Jagdterrier, „Erdhunde“, die zur Jagd auf Fuchs und Dachs gebraucht wurden. Der Cairn Terrier gehört zu den ältesten Terriern Schottlands, obwohl er als letzter vom Kennel Club anerkannt wurde.
In der Anfangszeit der Zucht dieser Rasse wurden weiße Tiere aus den Würfen häufig als West Highland White Terrier registriert, weshalb der Cairn Terrier bei der Entwicklung dieser Rasse eine Rolle spielte. Andere wurden als Scottish Terrier registriert, die meisten vor 1910 als kurzhaarige Skye Terrier.
Die Ursprünge der Reinzucht liegen auf schottischen Insel Skye, der Hund „Callamhor“ von Alastair Campeil aus Ardrishaig war 1907 der erste registrierte Cairn Terrier, der, wie auch ihre Cairn Terrier „Cuillean Bhan“ und „Roy Mhor“, als kurzhaariger Skye Terrier auf der Crufts ausgestellt wurde. Alastair Campeil gilt als die Begründerin der Zucht des modernen Cairn Terriers. Der 1897 geborene „Bruin“, im Besitz von Mary C. Hawke, gilt als der älteste als Cairn Terrier akzeptierte Hund. 1909 wurden die ersten Cairn Terrier bei einer Hundeausstellung gezeigt und im gleichen Jahr wurde in Schottland ein Cairn Terrier Club gegründet. 1911 wurde ein erster Rassestandard aufgestellt, 1912 bekam der Cairn Terrier ein eigenes Register beim Kennel Club; 1910 waren die zuvor als kurzhaarige Skye Terrier registrierten Hunde als Cairn Terrier eingetragen worden.
Zu Beginn der 1920er Jahre kamen die ersten Cairn Terrier in die Schweiz, Ende des Jahrzehnts nach Deutschland.

## Beschreibung
Der Cairn-Terrier ist ein kleiner, etwa 28 bis 31 cm großer und 6 bis 7,5 kg schwerer Hund. Das „doppelte“ Fell ist witterungsangepasst: üppiges, harsches aber nicht drahtiges Deckhaar mit dichter Unterwolle in den Farben cremefarben, weizenfarben, rot, grau oder fast schwarz. Das Fell kann gestromt sein, die Farben rein Schwarz, rein Weiß und Schwarz mit Loh sind nicht erlaubt. Die Ohren sind klein, spitz, aufrecht stehend und gut getragen.

## Verwendung und Wesen
Dieser kompakte, niedrige Hund eignet sich als Begleithund, ist ein draufgängerischer Rattenjäger und ein anpassungsfähiger Haushund. Der Cairn ist freundlich und temperamentvoll außerdem sehr selbstsicher und furchtlos. Wie viele Terrierrassen eignet er sich auch als idealer Familienhund. Als Nachfahre der alten schottischen Jagdterrier hat er jedoch eine ausgeprägte Jagdleidenschaft und kann wie alle Terrier manchmal störrisch sein.

## Rassespezifische Erkrankungen
Die Cranio-mandibuläre Osteopathie ist eine bei Jungtieren auftretende, sehr schmerzhafte Knochenkrankheit des Schädels.